# Kora från Sicyon
Kora från Sicyon (även kallad Callirhoe), levde på 600-talet f.Kr., var en grekisk konstnär (skulptör). 
Hon var dotter till skulptören Butades (även kallad Dibutades).  Hon ska ha inspirerat sin far till historiens första reliefbilder, då hon ritat av sin friare, varefter fadern fyllt i hennes teckning med lera och skulpterat fram en relief. 
Nedslagskratern Callirhoe på planeten Venus är uppkallad efter henne.